# Наблюдающий
«Наблюдающий» (англ. Watcher) — художественный фильм-триллер американского режиссёра Хлое Окуно, вышедший на экраны в 2022 году. Главные роли в нём сыграли Майка Монро, Карл Глусман, Бёрн Горман.

## Сюжет
Главная героиня фильма — молодая американка Джулия, которая переехала в Бухарест с мужем. Её супруг много времени проводит на работе, а Джулия остаётся одна дома. Она замечает, что за ней наблюдает один из жильцов дома напротив, и ей даже начинает казаться, что этот человек следит за ней — в кинотеатре, магазине и других местах. Пресса сообщает о серийном преступнике по прозвищу «Паук», который убивает женщин. Из-за всего этого у Джулии развивается подозрительность. Мужу кажется, что она слишком много придумывает, обращение в полицию ничего не даёт. Когда Джулия решает вернуться в Америку, она внезапно сталкивается с мужчиной из дома напротив: тот убивает её соседку и пытается убить её. Уже раненная, Джулия находит пистолет соседки и стреляет в убийцу. Тот умирает на глазах её мужа.

## В ролях
- Майка Монро — Джулия
- Карл Глусман — Фрэнсис
- Бёрн Горман — Дэниел Вебер
- Мадалина Анеа — Ирина
- Штефан Янку — Себастьян, рабочий на складе

## Премьера и восприятие
Фильм снимали в Бухаресте в марте-апреле 2021 года. Премьера состоялась в январе 2022 года на кинофестивале «Санденс». 3 июня того же года картина вышла в прокат. На сайте-агрегаторе обзоров Rotten Tomatoes её средний рейтинг составил 7/10. Консенсус сайта гласит: «Хотя в сюжете может не хватать сюрпризов, „Наблюдающий“ выигрывает благодаря леденящему душу владению материалом режиссёра Хлое Окуно и потрясающей работе Майки Монро в главной роли». Ресурс Metacritic присвоил фильму 72 балла из 100, что означает «в целом благоприятные отзывы». Лена Уилсон из The New York Times назвала фильм «одной из самых захватывающих историй этого столетия о женской тревоге».
«Наблюдающий» был номинирован на премию «Сатурн» в номинации «Лучший независимый фильм».